# Молоков Василь Сергійович
Васи́ль Сергі́йович Мо́локов (рос. Василий Сергеевич Молоков; 13 лютого 1895 — 29 грудня 1982) — радянський військовий і полярний льотчик, генерал-майор авіації (04.06.1940). Герой Радянського Союзу (20.04.1934). Член Центральної ревізійної комісії ВКП(б) (1941—1952). Обирався членом Центрального виконавчого комітету СРСР 7-го скликання (1935—1937), депутатом Верховної Ради СРСР 1-го скликання (1937—1946).

## Життєпис
Народився в селі Ірининське Островської волості Подольського повіту Московської губернії Російської імперії (нині — село Молоково Ленінського району Московської області Росії). Росіянин. Закінчив сільську школу. Трудову діяльність розпочав у Москві в 1904 році.
У вересні 1915 року призваний до Російської імператорської армії, військову службу проходив на Балтійському флоті. Учасник Першої світової війни: з грудня 1915 по липень 1916 року — рядовий морського батальйону, ніс караульну службу на острові Даго. У 1916—1917 роках — моряк і моторист 21-ї авіастанції Балтійського флоту. З жовтня 1917 по січень 1918 року навчався у школі авіаційних механіків при 22-й авіастанції Балтійського флоту.
У лавах Червоної армії з лютого 1918 року. Служив авіамеханіком у морській авіації. Учасник Громадянської війни в Росії: до липня 1918 року — боєць 2-ї повітряної бригади, до лютого 1919 року — механік авіазагону Красносельської школи вищого пілотажу, до вересня 1919 року — авіамеханік Камського гідроавіазагону.
У 1921 році закінчив Самарську школу морських льотчиків, до 1923 року — льотчик морської авіації Балтійського флоту. У 1924 році закінчив Севастопольську військову авіаційну школу морських льотчиків, до 1931 року працював при школі льотчиком-інструктором. У 1929 році закінчив курси удосконалення командного складу при Військово-повітряній академії імені М. Є. Жуковського. У липні 1931 року вийшов у запас.
З липня 1931 року — пілот ЦПФ СРСР. Літав на повітряних лініях Сибіру. З серпня 1932 року очолював загін Полярної авіації Головного управляння Північного морського шляху. У квітні 1934 року брав участь в рятуванні челюскінців. Здійснив 9 вильотів на літакові Р-5 з посадками на крижаному аеродромі, вивіз з табору 39 чоловік. Згодом здійснив низку далеких перельотів у Заполяр'ї.
Вдруге призваний до лав РСЧА у листопаді 1936 року, у грудні того ж року присвоєно військове звання «полковник». У 1937 році, як командир екіпажу ТБ-3, брав участь у висадці експедиції І. Д. Папаніна на Північний полюс.

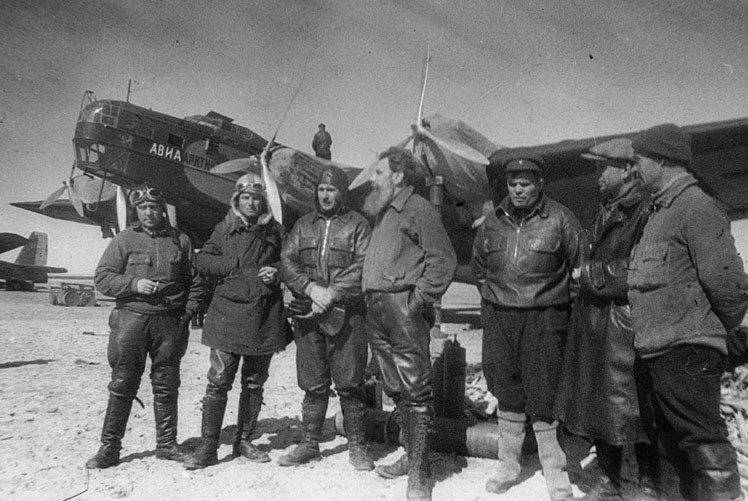
Керівник і пілоти літаків експедиції Північний Полюс 1 (зліва направо): І. Т. Спірін, М. І. Шевельов, М. С. Бабушкін, О. Ю. Шмідт, М. В. Водоп'янов, А. Д. Алексєєв, В. С. Молоков

З березня 1938 по квітень 1942 року — начальник Головного управління ЦПФ. У червні 1942 року, як уповноважений Державного комітету Оборони (ДКО), перевіряв хід будівництва авіаційної траси Аляска — Сибір. У 1942—1943 роках — начальник Льотно-дослідницького інституту.
Учасник німецько-радянської війни: у травні-червні 1943 року стажувався на посаді командира 244-ї бомбардувальної авіаційної дивізії Південно-Західного фронту; з червня 1943 до грудня 1945 року — командир 213-ї нічної бомбардувальної авіаційної дивізії на Західному і 3-му Білоруському фронтах.
У 1946—1947 роках — заступник начальника Головного управління гідрометеослужби при Раді Міністрів СРСР. У серпні 1947 року генерал-майор авіації В. С. Молоков вийшов у запас.
Мешкав у Москві, де й помер. Похований на Кунцевському кладовищі.

## Нагороди
Постановою ЦВК СРСР від 20 квітня 1934 року за мужність і героїзм, виявлені при рятуванні челюскінців, Молокову Василю Сергійовичу присвоєне звання Героя Радянського Союзу з врученням грамоти ЦВК СРСР. Після введення особливого знаку відзнаки — медалі «Золота Зірка» у 1939 році, отримав нагороду за № 3.
Нагороджений трьома орденами Леніна (20.04.1934, 27.06.1937, 30.04.1945), двома орденами Червоного Прапора (03.11.1944, 13.05.1945), орденами Суворова 2-го ступеня (19.04.1945), Кутузова 2-го ступеня (22.07.1944), Вітчизняної війни 1-го ступеня (12.12.1943), Червоної Зірки (19.09.1936) і медалями.

## Твори
- Молоков В. С. Мы выполняли свой долг, и всё! — М.: Молодая гвардия, 1935. (рос.)
- Молоков В. С. Три полёта. — Ленинград: Изд-во Главсевморпути, 1939. (рос.)
- Молоков В. С. Родное небо. — М.: Воениздат, 1977 [Архівовано 30 березня 2017 у Wayback Machine.]. (рос.)

## Вшанування пам'яті
Село Ірининське Ленінського району Московської області, в якому народився В. С. Молоков, перейменоване у село Молоково.
У місті Красноярську встановлено пам'ятник, а у селі Молоково — погруддя.
У 1938 Миколаївську вулицю (нині — вулиця Василя Барки) на Деміївці в Києві було перейменовано на честь В. С. Молокова, під цією назвою вона значилася до 1977 року, попри рішення ЦК КПРС від 1957 року про неприпустимість прижиттєвого вшанування в топонімії.
Його ім'ям також названо: мис на Землі Франца-Йосифа, острів на річці Єнісей, вулиці у багатьох містах і селах Росії, України і Білорусі, літаки Ту-214 авіакомпанії «КрасЕйр» і Іл-76ТД МНС Росії.